# Hana Makhmalbaf
Hana Makhmalbaf (persiska: حنا مخملباف), född 3 september 1988 i Teheran, är en iransk filmregissör och manusförfattare.
Hon är dotter till filmskaparna Mohsen Makhmalbaf och Marzieh Makhmalbaf samt yngre syster till regissören Samira Makhmalbaf.
Makhmalbaf långfilmsdebuterade 2003 med dokumentären Days of Joy som handlar om tillkomsten av systern Samira Makhmalbafs film Fem på eftermiddagen. 2007 kom Hana Makhmalhbafs första spelfilm kallad Buddha föll av skam. Filmen blev mycket uppmärksammad och vann Kristallbjörnen på Filmfestivalen i Berlin. 2009 kom Green Days som handlar om politiskt våld, presidentvalet i Iran 2009 och protesterna som följde därpå.

## Filmografi i urval
- 2003 – Days of Joy (Lezate divanegi; manus, regi och produktion)
- 2007 – Buddha föll av skam (manus och regi)
- 2009 – Green Days (Ruzhaye sabz; manus, regi och produktion)